# Kogalskab
Kogalskab (Bovine Spongiform Encephalopathy, BSE) tilhører gruppen af TSE-sygdomme og er en alvorlig sygdom, der især var fokus på i 1990'erne. Den kan findes i vores mad, og man har i Storbritannien set dødsfald, der muligvis er relateret til BSE.

## Baggrund
Op gennem 90'erne talte man meget i medierne om en ny truende variant af Creutzfeldt-Jakobs sygdom (CJD). Der blev især fokuseret på, at unge mennesker pludselig blev demente. Sygdommen brød ud først og fremmest i Storbritannien hvor adskillige mennesker bukkede under for den. Til at starte med var man i stor vildrede om hvorvidt sygdommen var genetisk betinget, eller om den var tilført de inficerede in vivo. Efterhånden stod det klart, at lidelsen mindede meget om en variant af den for andre pattedyr almindelige TSE-stamme. Især begyndte man at drage paralleller mellem CJD og kreaturversionen af TSE, som blev kaldt BSE. En sådan interracial infektion af TSE-sygdomme var ellers tidligere af den etablerede lægevidenskab blevet erklæret for særdeles usandsynlig, idet sygdommen ikke smitter direkte, altså via luftveje eller ved berøring. Imidlertid havde man her ikke taget højde for, at den særdeles resistente TSE-agens let kunne overleve den varmebehandling vi normalt giver oksekød og dermed havnede på middagsbordet. Denne opdagelse medførte, at EU's landbrugsråd indførte strenge sanktioner mod især England, hvis økonomi blev hårdt ramt. I dag er der stor uenighed om hvorvidt vi har fået afværget CJD-faren eller om vi blot har set toppen af isbjerget.

## Sygdommens virkemåde
Når sygdommen bryder ud vil der ske en gradvis nedbrydning af hjernevævet indtil offeret til sidst bukker under. Efterhånden som hjernevævet forsvinder, vil man observere at offeret får stadigt sværere ved at beherske selv basale centralnervøse handlinger såsom balanceevnen. Dette er også grunden til at sygdommen populært kaldes kogalskab, idet den inficerede ko "sejler" rundt og ofte giver underlige lyde fra sig. Døden indtræder som følge af svære neurale kvæstelser ca. 1-6 måneder efter BSE er brudt ud. Det er ofte først på dette stadie at BSE-smitten opdages.

## Sammenhængen mellem BSE og vCJD
Ved en lang række forsøg med mus og hamstere er det blevet påvist at TSE-smitten til dels er interracial. Herudover ses der ved gel-elektroforese en stor lighed mellem vCJD og BSE, mens naturlig CJD opfører sig anderledes. Ved studier af sygdomsforløbet hos mus smittet med BSE og vCJD ses et stort set identisk sygdomsforløb, hvorimod sygdomsforløbet er anderledes hvis de inficeres med CJD eller scrapie. Hvis mus bringes til at udtrykke enten det humane eller det bovine prionprotein, vil man altså kunne se en klar sammenhæng i de to sygdommes fremadskriden. Dette giver en stærk mistanke om at de to sygdomme er stort set identiske, hvorfor det er overordentlig sandsynligt at mennesker kan smittes med BSE. Interessant er det i øvrigt, at BSE adskiller sig markant fra TSE-varianten scrapie som man ellers tidligere troede BSE stammede fra. Ydermere skal det nævnes at inkubationstiden for interracialt overførte prioner ikke som tidligere antaget er længere end for artens "egen" TSE-variant.